# Saint-Jure
Saint-Jure ist eine französische Gemeinde mit 281 Einwohnern (Stand 1. Januar 2022) im Département Moselle in der Region Grand Est (bis 2015 Lothringen). Sie gehört zum Arrondissement Metz.

## Geographie
Saint-Jure liegt am Flüsschen Moince, etwa 20 Kilometer südlich von Metz und sieben Kilometer südlich von Verny auf einer Höhe zwischen 207 und 261 m über dem Meeresspiegel, die mittlere Höhe beträgt 230 m. Das Gemeindegebiet umfasst 10,61 km².
Zur Gemeinde Saint-Jure gehören seit 1813 die Weiler Alémont (etwas nordöstlich gelegen) und Ressaincourt (etwas südöstlich gelegen).

## Geschichte
Das Dorf wurde 1310 erstmals als Saint Jeure erwähnt. Die Ortschaft gehörte früher zum Bistum Metz. 1598 wurden drei Einwohner von St. Jure wegen Hexerei verbrannt.
Die Sparren im Gemeindewappen stehen für das Saulnois als Teil des Metzer Landes, zu dem Saint Jure gehörte; die Lilie ist das Symbol der Abtei St. Vinzenz in Metz, die in Saint-Jure und Umgebung begütert war.
Durch den Frankfurter Frieden vom 10. Mai 1871 kam die Region an Deutschland und das Dorf wurde dem Landkreis Metz im Bezirk Lothringen des Reichslandes Elsaß-Lothringen zugeordnet. Die Dorfbewohner betrieben Getreide- und Weinbau sowie Viehzucht.
Nach dem Ersten Weltkrieg musste die Region aufgrund der Bestimmungen des Versailler Vertrags 1919 an Frankreich abgetreten werden. Im Zweiten Weltkrieg war die Region von der deutschen Wehrmacht besetzt und stand unter deutscher Verwaltung.
In den Jahren von 1915 bis 1919 sowie von 1940 bis 1944 trug der Ort den eingedeutschten Namen Sankt Jürgen.

## Bevölkerungsentwicklung
| Jahr      | 1962 | 1968 | 1975 | 1982 | 1990 | 1999 | 2007 | 2019 |
| Einwohner | 189  | 214  | 184  | 177  | 210  | 258  | 306  | 284  |

## Sehenswürdigkeiten
- Kirche St. Georg
- Kapelle Notre-Dame im Ortsteil Ressaincourt
- Kirche St. Hubert im Ortsteil Alémont

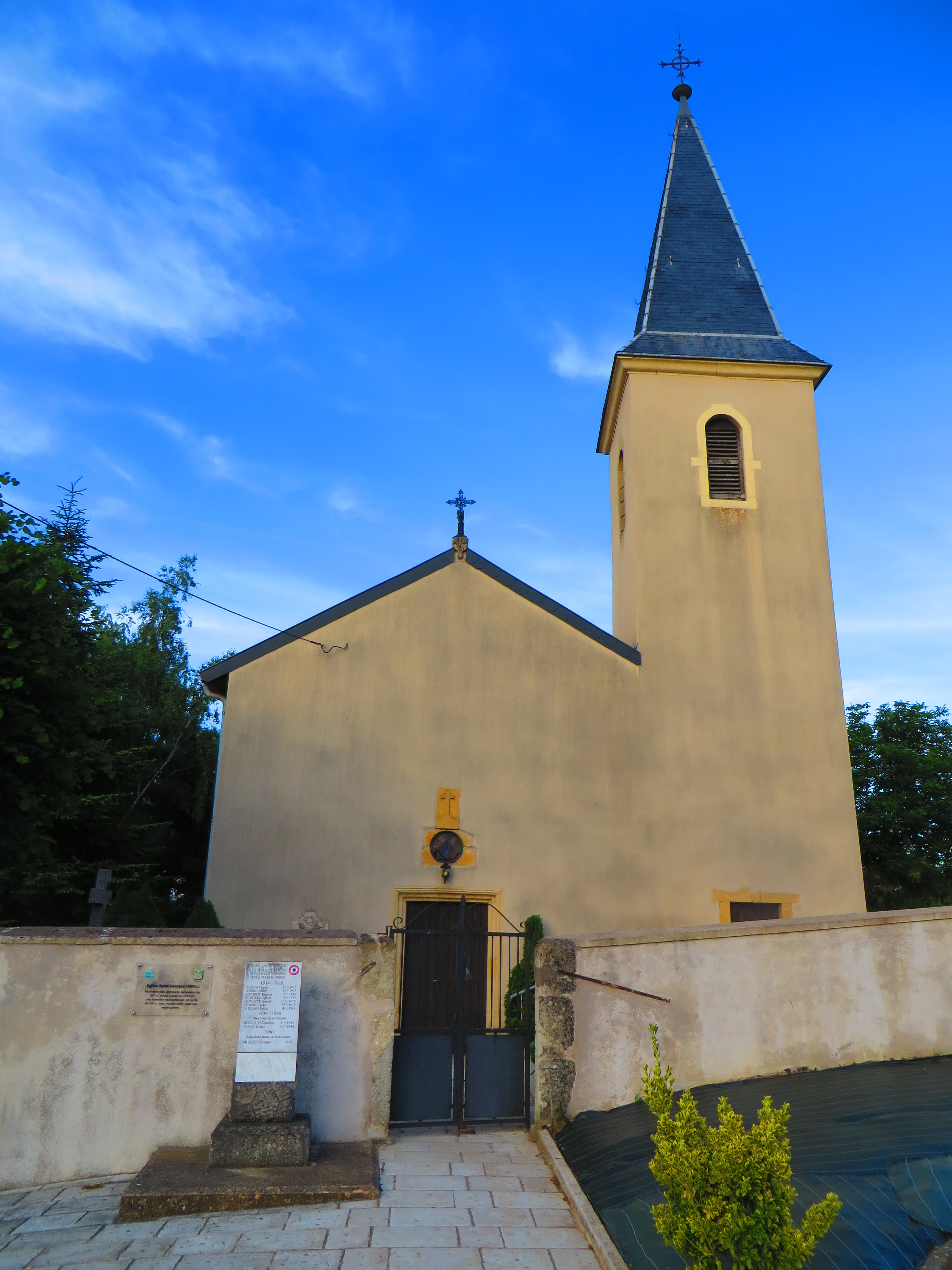
Kirche St. Georg
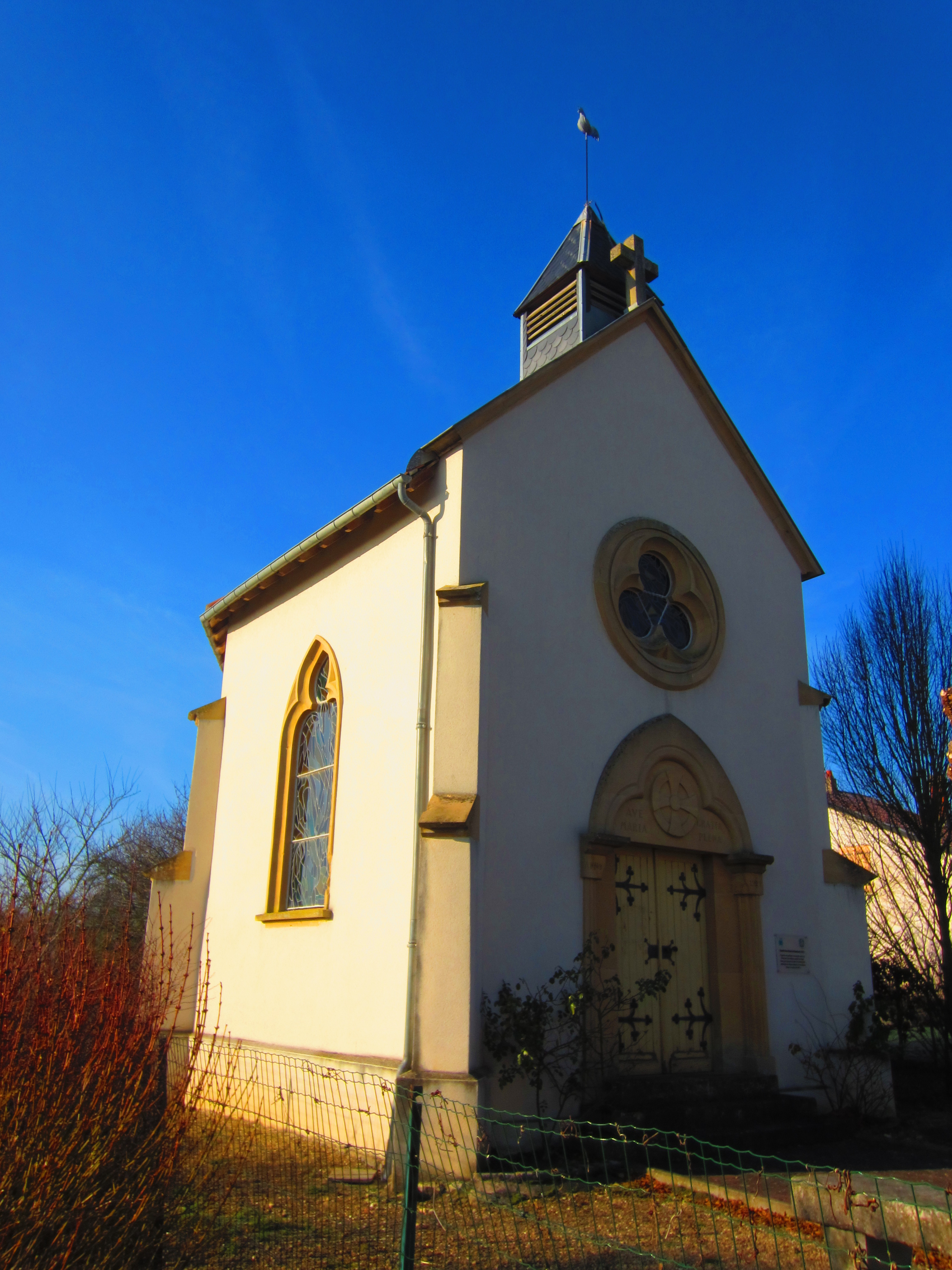
Kapelle Notre-Dame
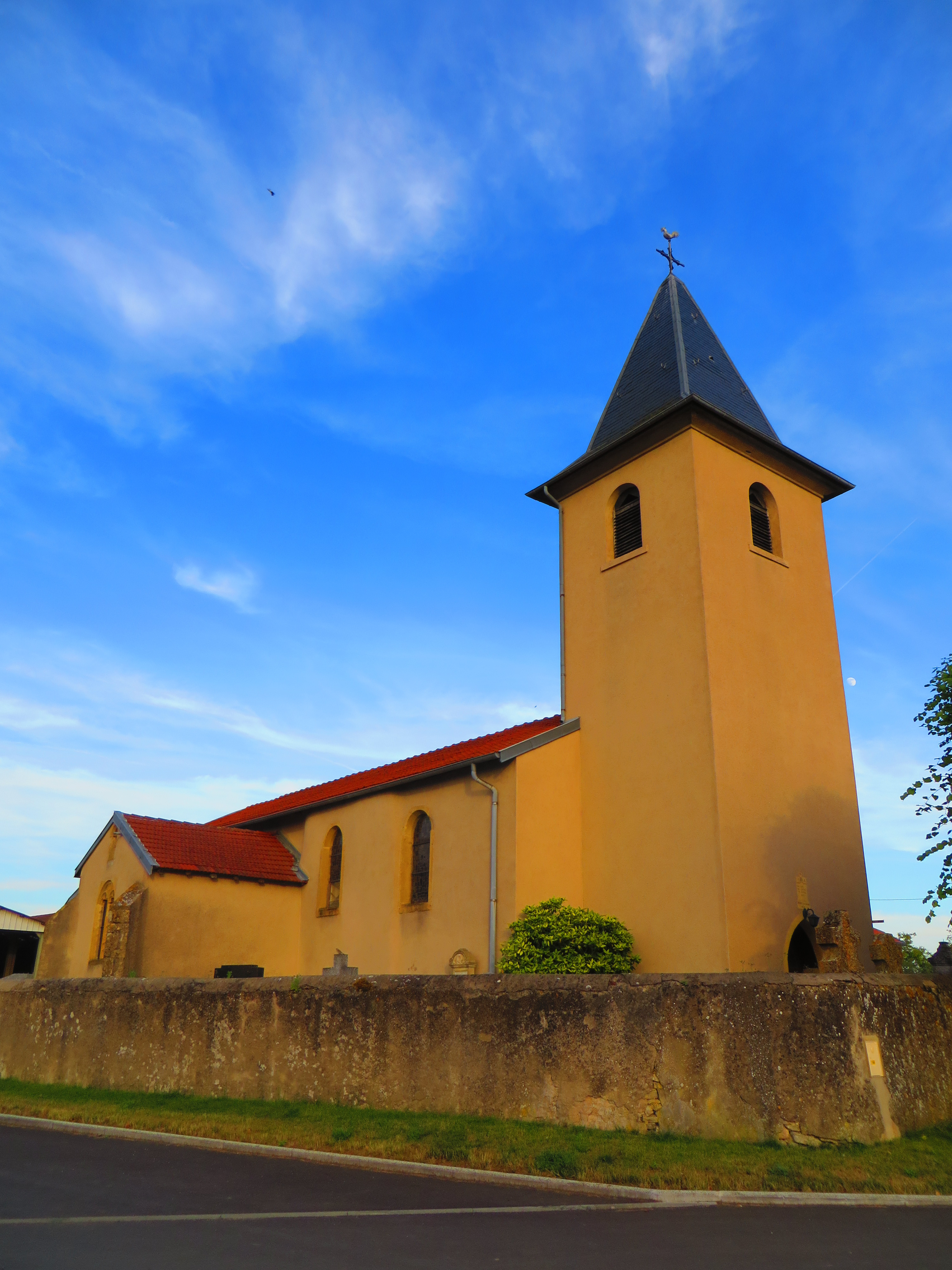
Kirche St. Hubert

## Belege
1. 1 2  Eugen H. Th. Huhn: Deutsch-Lothringen. Landes-, Volks- und Ortskunde, Stuttgart 1875, S. 303 (google.books.de).
2. ↑  Wappenbeschreibung auf genealogie-lorraine.fr (französisch)